# Alfonso Bernal Sahagún
Alfonso Bernal Sahagún(Pabellón de Arteaga, Ags.  1 de diciembre de 1928 – Aguascalientes, Ags. 16 de octubre de 2013) fue un químico, académico y político mexicano.  Coordinador fundador del Colegio de Ciencias y Humanidades de la Universidad Nacional Autónoma de México.

## Historia
Durante sus estudios de enseñanza media superior, tuvo algunas actividades de representación de estudiantes como la de Presidente de la Sociedad Estudiantil Cívica (1942-1943) y la de Secretario General del Círculo de Estudiantes del Instituto de Ciencias de Aguascalientes (1946). Sus actividades filantrópicas se hicieron presentes desde esa época pues entre los años 1943-1944, fue profesor de alfabetización de grupos marginados.
Sus estudios profesionales de Ingeniería Química los inició, el 1.er año, en la Escuela de Ciencias Químicas de la Universidad Autónoma de San Luis Potosí, durante 1947.
Del 2° a 5° estuvo en la Escuela Nacional de Ciencias Químicas de la UNAM, entre 1948 y 1951
Entre 1962 y 1975 fue tres veces presidente del Consejo Nacional Para la Enseñanza de la Química. También fue Secretario y Director de la Escuela de Ciencias Químicas de la Universidad de Guanajuato. Además, en el sector privado estuvo como Gerente de Químicos Consultores y Distribuidores. León, Gto (1957) y Gerente de Materiales Ligeros del Bajío. León, Gto. (1957-1958).
De manera simultánea entre 1962-1964 fue director de la Escuela Normal del Estado de Guanajuato; Director de la Escuela Secundaria de la Universidad de Guanajuato; Supervisor General de Educación del Estado de Guanajuato y Asesor Independiente.
Asimismo se desempeñó como uno de los dos representantes de la UNAM en la Comisión de Reforma Educativa del Gobierno Federal (1970-1971); Representante de la UNAM en el Congreso de la Asociación Internacional de Universidades en Montreal, Canadá. (1970); Miembro de la Comisión de Becas de la UNAM (1970-1974) y representante de la UNAM ante CONACYT en el Comité de Becas (1971-1973). Asimismo en 1971 fue director del proyecto de universidad abierta de la UNAM. Y en el sector privado fue Gerente de Material Científico Escolar en México, D. F. (1970)
Director general del Centro de Didáctica de la UNAM (1970-1975),
Coordinador y fundador  del Colegio de Ciencias y Humanidades de la UNAM (1971-1973).
En 1974, se le reconoció como exalumno distinguido de la Facultad de Química de la UNAM; Maestro Honorífico de la Universidad Autónoma de San Luis Potosí en 1978 y recibió en 1978 el Premio Rafael Illescas Frisbie del Consejo Nacional para la enseñanza de la Química.
Entre 1975 y 1983 fue Rector del Instituto de Estudios Superiores de Estado de México y profesor de Redacción técnica de l975 a 1980.
En 1976 fue revisor de la documentación de educación, ciencia y tecnología de la campaña del lic. López Portillo, para el IEPES; en ese mismo año, fue Jefe del Departamento de Materias Estructurales, y de 1977 a 1983, Coordinador de Extensión Académica de la Facultad de Química de la UNAM. En l978 fue tesorero de la Sociedad Química de México. En 1979 Asesor de la Sociedad Mexicana de Ingenieros. En 1980 Presidente de Secciones de Provincia de la Federación de Profesionales de la Química. Y de 1980 a 1983 Coordinador de la sección de Ingeniería Química de la Academia de Ingeniería.
En 1981 fue distinguido con el Premio Nacional de Química "Andrés Manuel del Río" en reconocimiento a sus méritos académicos y profesionales y en particular a su contribución a la enseñanza de la Química
Para 1983 se establece nuevamente en Aguascalientes, fungiendo como Presidente del Ateneo Cultural de Aguascalientes (1983-1988); Presidente de la Fundación Saber (1983-1990); Coordinador Académico Instituto Cultural, de Aguascalientes (1984-1985); Profesor de Problemas de México y de Análisis químico en el Departamento de Ciencias básicas de la Universidad Autónoma de Aguascalientes (1984-1985). Tesorero del Patronato de la Feria Nacional de San Marcos (1986-1989).
Luego fue director de Educación del Instituto Cultural de Aguascalientes (1986-1989); Coordinador de los Premios Aguascalientes (1989-1995);
Diputado por el 3.er Distrito local de la capital del estado de Aguascalientes (1995-1998) al que fue postulado por el Partido Acción Nacional como candidato ciudadano en la LVI legislatura.